# Connarus wightii
Connarus wightii är en tvåhjärtbladig växtart som beskrevs av Joseph Dalton Hooker. Connarus wightii ingår i släktet Connarus och familjen Connaraceae. Inga underarter finns listade i Catalogue of Life.